# Бої за Широкине
 Павлопіль-Широкинська наступальна операція — епізод війни на сході України в селі Широкине і на його околицях.
У результаті багатомісячних бойових дій більшість будівель і споруд на території села були повністю зруйновані .

## Перші бої (2014)
Українські військові вважали Широкине одним зі стратегічних пунктів на шляху можливого наступу на Маріуполь, тому вже в липні — серпні 2014 року на західній околиці села почалося зведення фортифікаційних споруд, у тому числі із застосуванням слябів.
На початок вересня українські військові, ймовірно з батальйонів «Азов» і «Хортиця», займали позиції на західній околиці Широкиного («Широкинські висоти»). Передові позиції російських окупантів перебували в 2 км на схід від села. Основні сили т. зв. «ДНР» розташовувалися в районі сіл Безіменне і Саханка, позиції артилерії — на території пансіонату «Утёс» (на захід від Безіменного). Саме Широкине не контролювалось ні українськими силами, ні терористами «ДНР». При цьому територія між селом та Маріуполем українськими силами контролювалася слабо і фактична лінія оборони Маріуполя проходила по його східних околицях.
4 вересня терористичні збройні формування «ДНР» завдали артилерійського удару по українських позиціях із боку російсько-українського кордону і за підтримки танків перейшли в наступ. Ця атака була відбита, але після артобстрілу українські підрозділи зазнали втрат пораненими і відійшли зі своїх позицій. 5 вересня бійці «Азова» повернулися на свої позиції, у відповідь російські терористи почали нову спробу штурму, яка була відбита.
Згідно з підписаною в цей же день Першою Мінською угодою, о 18:00 мало розпочатися перемир'я. Згідно з Меморандумом від 19 вересня Широкине потрапило в 30-кілометрову зону безпеки, з якої мало бути виведено все важке озброєння. Село отримувало «нейтральний статус», однак як мінімум з вересня 2014 року по лютий 2015 року в Широкиному розташовувалися нечисленні групи бойовиків-терористів «ДНР», які зайняли будинки на східній околиці села. За словами місцевих жителів, у жовтні-листопаді в село заходила бронетехніка бойовиків.

## Широкинська операція та евакуація населення

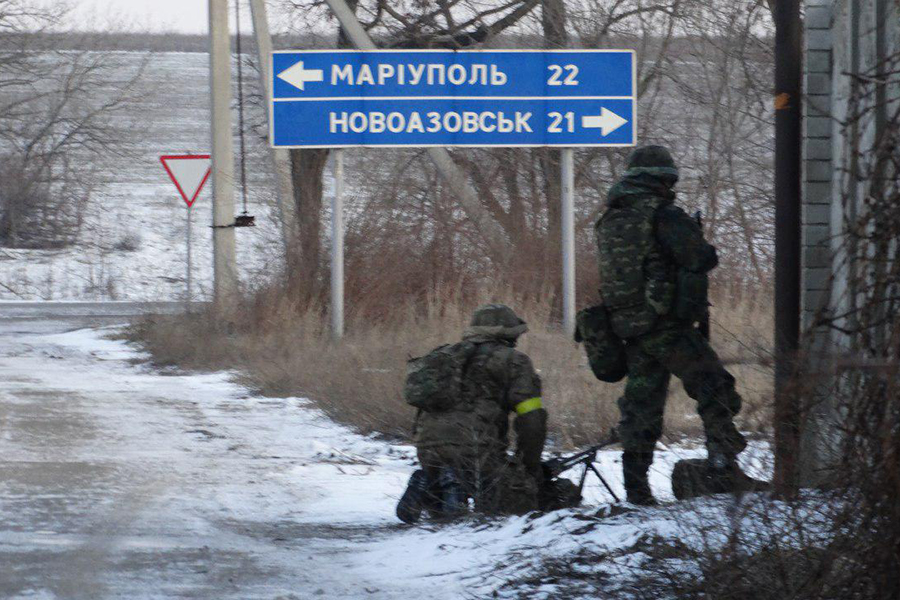
Бійці Окремого загону спеціального призначення НГУ «Азов» під час боїв за Широкине, 10.02.2015 р.

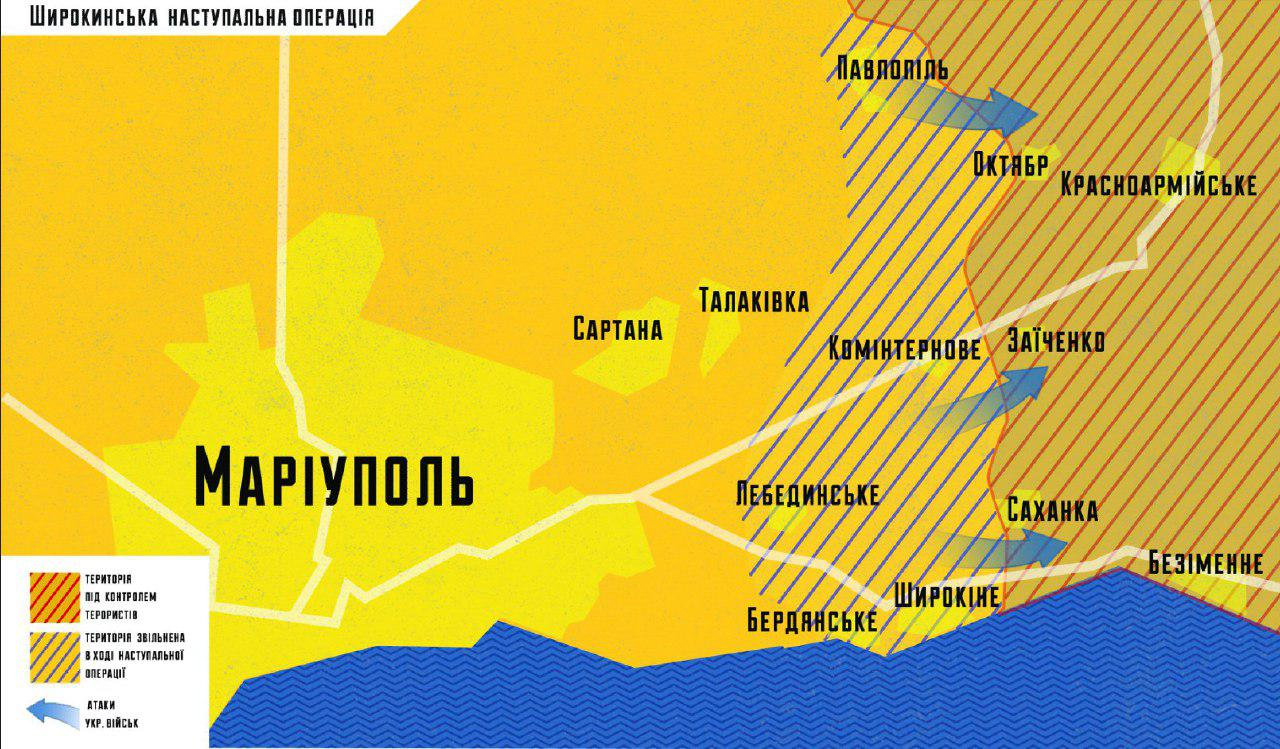
План-схема Широкинської наступальної операції

24 січня 2015 року голова терористів «ДНР» Олександр Захарченко публічно оголосив про початок наступу на Маріуполь. У той же день реактивна артилерія обстріляла позиції українських військових і житловий мікрорайон «Східний». За даними СММ ОБСЄ, атака була проведена з північно-східного напрямку з території, контрольованої так званої «ДНР» .
На початку лютого вся територія між східною околицею Маріуполя і Саханкою була «сірою зоною» і не контролювалася жодною зі сторін конфлікту. 5 лютого в ЗМІ з'явилися відомості про бойове зіткнення в Широкиному: розвідувальна група ЗСУ увійшла в село і натрапила там на позиції російських бойовиків. У результаті бою двоє українських бійців загинули і троє були поранені.
10 лютого розпочалася «Широкинська операція» («Павлопільсько-Широкинська наступальна операція») українських сил. За інформацією полку «Азов», у її ході передбачалося виконати дві мети: відвернути сили терористів «ДНР» від Дебальцевого та убезпечити Маріуполь від обстрілів.
На світанку 10 лютого 2015-го особовий склад окремого загону спеціального призначення військової частини 3057 пішов у наступ, аби відволікти сили окупантів від Дебальцевого та звільнити загарбані ворогом населені пункти.
За лічені години воїни взяли перший блокпост в напрямку Саханки і ворог почав відступати, було звільнено Павлопіль та розпочався штурм Октября. До кінця дня бійці вже повністю контролювали Широкине, хоча бої там тривали і супроводжувалися високою щільністю вогню з обох боків.
На початку операції підрозділи національної гвардії «Азов» (йому була відведена головна роль в операції), «Східний корпус», «Берда», «Сокіл», «Скіф», «Донбас» зайняли Павлопіль, Пищевик, Комінтернове (Пікузи) і Широкине. Друга рота полку «Азов» проводила зачистку Широкиного, а основна частина українських військових вела бій проти терористів на схід від села .
Імовірно, українські підрозділи повинні були просуватися далі в бік російсько-українського кордону, проте у зв'язку із загальними оперативними обставинами та контрнаступом формувань російськотерористичних формувань «ДНР» наступ було зупинено. Під час подальших боїв бійці «Азова» закріпилися в Широкиному і Лебединському; Комінтернове і Павлопіль перейшли під контроль російських терористів «ДНР». Павлопіль українські військові повернули під свій контроль уже в грудні 2015 року.
У той же день з окупованої території, (згідно з даними СММ ОБСЄ), був проведений обстріл Краматорська. Ймовірно, це було пов'язано з Широкинською операцією — терористи «ДНР» намагалися знищити штаб АТО, розташований на території краматорського аеропорту.
11 лютого у напрямку Широкине — Саханка тривали важкі бої. Окремий загін спеціального призначення військової частини 3057 зазнав першої втрати в наступальній операції: Дмитро Коряк на псевдо «Брат» загинув від осколкових поранень ворожої міни.
12 лютого російські окупанти спробували контратакувати за підтримки артилерії і танків, але піхота ворога була ліквідована на підступах до села. Під час боїв за Широкине на околицях селища ще залишалися цивільні, тож бійці допомагали їм провізією, а також займалися евакуацією.
13 лютого російські терористи «ДНР» перейшли в контрнаступ на Широкине і Чермалик і наступні два дні (13 і 14 лютого) стали найбільш напруженими в ході Широкинської операції .
13 лютого відбувалися постійні артилерійські і танкові дуелі за участі російських танків з російськими екіпажами. А вже наступного дня відбувся найзапекліший та кровопролитний бій.
14 лютого на світанку терористи розпочали наступ на позиції полку біля Широкиного, використовуючи танки та артилерію. Надвечір бій завершився, українські військові знищили противника. Втрати ворога — до сотні вбитими. Українська артилерія влучним ударом розгромила велике скупчення російської техніки та знищила склади з боєкомплектами.
15 лютого, в терміни, узгоджені на переговорах у Мінську 12 лютого, активна фаза Широкинської операції була припинена . Обидві сторони перейшли до інтенсивних позиційних боїв. Кілька спроб окупаційних сил прорвати оборону Широкиного при допомозі бронетехніки виявились марними.
У ці дні, з 11 по 15 лютого, українські військові провели евакуацію місцевих жителів. Велика частина мирного населення була вивезена, незначна частина (приблизно 30-35 осіб) побажала залишитися в селі . 4 червня, зі слів терористів ДНР, останні жителі були ними евакуйовані. Проте 9 червня СММ ОБСЄ прийняла телефонний дзвінок, у якому людина, яка представилася широкинцем, повідомила про 13 жителів, що залишились у селі.

## Наступні події
З 15 лютого 2015 року Широкине було розділено на дві частини: українські сили розташовувалися на панівних висотах і в колишніх оздоровчих центрах у західній частині села, підрозділи терористів «ДНР»  — у приватних будинках у східній частині села.
В кінці червня 2015 року під час пішого патрулювання села Широкине спостерігачами СММ ОБСЄ було підтверджено, що все цивільне населення покинуло село. За словами представників російських терористичних військ «ДНР», останні мирні жителі виїхали 15 червня.
У лютому 2016 року терористичні формування «ДНР» покинули Широкине і відійшли на заздалегідь підготовлені позиції у 2 км на схід. Імовірно, це було зумовлено відсутністю стратегічної необхідності оборони села і руйнуванням позицій у східній його частині, через що ДНРівці зазнавали втрат в особовому складі. Однак представники російських терористів «ДНР» із червня 2015 року робили заяви про вихід збройних формувань республіки з цього населеного пункту, кваліфікуючи це як «виконання Мінських домовленостей».
Хоча Широкине перейшло під повний контроль українських сил, бойові дії в його околицях тривали й у наступні роки .

## Використання неповнолітніх у збройному конфлікті
9 червня 2015 року моніторингової місією ОБСЄ під час відвідування села Широкине була виявлена група «молодих озброєних хлопців і дівчат» на КПП ДНР. Деякі хлопці, за оцінками СММ, були «неповнолітніми».
Правозахисна організація «Східноукраїнський центр громадських ініціатив» встановила, що в районі Широкиного снайпером у підрозділі російських терористів ДНР воювала неповнолітня Анастасія Макогон. Крім цього, підтвердженням використання ДНР у військових діях неповнолітніх став вирок Красноармійського міськрайонного суду Донецької області від 20 квітня 2016 щодо неповнолітнього хлопчика, який у середині 2014 року в складі «Першої слов'янської бригади» зі зброєю в руках ніс чергування на блокпосту в Широкиному.

## Втрати
За даними правозахисної організації «Східноукраїнський центр громадських ініціатив», з вересня 2014 по січень 2020 року в Широкиному загинуло щонайменше 58 українських військових, у тому числі не менш ніж 15 військовослужбовців полку «Азов». Із боку терористів «ДНР» загинуло щонайменше 80 осіб. Відносно 40 з них вдалося встановити прізвища, 12 із них із високим ступенем імовірності були громадянами Російської Федерації. Серед цивільного населення загинуло щонайменше 12 осіб і було поранено не менш ніж 24 особи.